# 池賴和
池賴和，生年不詳，卒於1593年（文祿2年），是日本戰國時代、安土桃山時代的武將。土佐國的國人（地頭），長宗我部氏的家臣，通稱四郎左衛門，父親是池賴定。

## 生涯
賴和是支配種崎地區的國人，長期與長宗我部國親鬥爭，後娶了國親的女兒從屬國親。
而賴和也是長宗我部家的水軍主力（通稱土佐水軍），於長宗我部元親統一四國時作為補給部隊而活躍，長宗我部氏臣屬豐臣秀吉後參加的小田原討伐跟文祿・慶長之役也有亮眼的表現。也會與堺交易來支持主家的財政。
但後來與妻子不和被進讒言，被元親以謀反罪的罪名強迫自盡。

## 關連
- 長宗我部國親
- 長宗我部元親